# 自尊協会
自尊協会（じそんきょうかい、Self Respect Association）は、南インドで活動していた政治団体。

## 沿革
自尊協会は、マルクス主義者でインド国民会議派に所属するE・V・ラーマサーミが、内部対立から独立して創立する団体である。
1938年自尊協会は、E・V・ラーマサーミの主導により、同様に「非バラモン」の地位向上を主張して活動していた1916年創立の南インド福祉協会と合併した。そして1944年には、名称をドラヴィダ人協会と改めた。

## 活動理念
「非バラモン」を代表する団体としての存在を目指していたが、「非バラモン」の定義については、「バラモン以外の南インド人全員」であることもあり、「中級カーストの人々」であることもある、少々曖昧なものであったと言われる。